# Plomb durci (film)
Pour plus de détails, voir Fiche technique et Distribution.
Plomb durci est un film italien réalisé par Stefano Savona et sorti en 2009.

## Fiche technique
- Titre : Plomb durci
- Titre original : Piombo fuso
- Réalisation : Stefano Savona
- Scénario : Stefano Savona
- Photographie : Stefano Savona
- Montage : Marzia Mete
- Production : Pulsemedia
- Pays d'origine :  Italie
- Durée : 80 minutes
- Date de sortie : 2009

## Récompenses
- Prix spécial du jury au Festival international du film de Locarno 2009[1]
- Prix image - Mention spéciale aux Rencontres internationales du documentaire de Montréal 2009[2]